# Малый Шуструй (деревня)
Малый Шуструй — деревня в Атюрьевском районе Мордовии. Входит в состав Большешуструйского сельского поселения.

## История
В «Списке населённых мест Пензенской губернии» (1869 г.) Делюково (Малый Шуструй) значится казенной деревней в 118 дворов в составе Краснослободского уезда.

## Население
| 2002 | 2010 |
| ---- | ---- |
| 22   | →22  |

Национальный состав
Согласно результатам Всероссийской переписи населения 2002 года, в национальной структуре населения татары составляли 57 %.